# Prom Night
Prom Night är en amerikansk film från 2008, regisserad av Nelson McCormick. I huvudrollen syns bland annat Brittany Snow. Filmen hade premiär den 10 april i Australien, och dagen efter i USA och Kanada. Filmen är en remake av filmen från 1980-talet med samma namn.

## Rollista
| Brittany Snow     | – Donna Keppel      |
| Scott Porter      | – Bobby             |
| Jessica Stroup    | – Claire            |
| Dana Davis        | – Lisa Hines        |
| Collins Pennie    | – Ronnie Heflin     |
| Kelly Blatz       | – Michael           |
| James Ransone     | – Detective Nash    |
| Brianne Davis     | – Crissy Lynn       |
| Kellan Lutz       | – Rick Leland       |
| Mary Mara         | – Ms. Waters        |
| Ming-Na Wen       | – Dr. Elisha Crowe  |
| Johnathon Schaech | – Richard Fenton    |
| Idris Elba        | – Detective Winn    |
| Jessalyn Gilsig   | – Aunt Karen Turner |
| Linden Ashby      | – Uncle Jack Turner |